# Gemini (modelo de linguagem)
Gemini é uma família de modelos de linguagem grandes  multimodais desenvolvidos pelo Google DeepMind, servindo como sucessor do LaMDA e do PaLM 2. Composto por Gemini Ultra, Gemini Pro e Gemini Nano, foi anunciado em 6 de dezembro de 2023, posicionado como concorrente do GPT-4 da OpenAI.

## História

### Desenvolvimento
O Google anunciou o Gemini, um modelo de linguagem grande (LLM) desenvolvido pela subsidiária Google DeepMind, durante a palestraGoogle I/O em 10 de maio de 2023. Ele foi posicionado como um sucessor mais poderoso do PaLM 2, que também foi revelado no evento, com o CEO do Google, Sundar Pichai, afirmando que o Gemini ainda estava em seus estágios iniciais de desenvolvimento. Ao contrário de outros LLMs, o Gemini foi considerado o único que não foi treinado apenas em um corpus de texto e foi projetado para ser multimodal, o que significa que poderia processar vários tipos de dados simultaneamente, incluindo texto, imagens, áudio, vídeo e código de computador. Foi desenvolvido como uma colaboração entre DeepMind e Google Brain, duas filiais do Google que foram fundidas como Google DeepMind no mês anterior. Em entrevista à Wired, o CEO da DeepMind, Demis Hassabis, elogiou os recursos avançados do Gemini, que ele acreditava que permitiriam ao algoritmo superar o ChatGPT da OpenAI, que roda em GPT-4 e cuja popularidade crescente foi agressivamente desafiada pelo Google com LaMDA e Gemini (chatbot). Hassabis destacou os pontos fortes do programa AlphaGo da DeepMind, que ganhou atenção mundial em 2016 quando derrotou o campeão de Go Lee Sedol, dizendo que Gemini combinaria o poder do AlphaGo e outros LLMs Google-DeepMind.